# Brandhorst
Brandhorst este o comună din landul Saxonia-Anhalt, Germania.